# Оклан (село)
Окла́н — село в Пенжинском районе Камчатского края России. Находится на межселенной территории района; до 2011 года образовывало сельское поселение Село Оклан.

## География
Расположено в 35 км к северо-востоку от села Каменского на одной из проток реки Оклан. Транспортное обслуживание Оклана осуществляется личным транспортом жителей: в летний период по реке, в зимний вездеходами. Регулярное сообщение отсутствует.

## История
Основано в 1953 году как посёлок оленеводческого совхоза, в котором поселились 21 эвенская семья и 8 корякских семей.

## Население
| 1926 | 2002 | 2010 | 2013 | 2014 | 2015 | 2016 |
| ---- | ---- | ---- | ---- | ---- | ---- | ---- |
| 137  | ↘103 | ↘46  | ↗47  | ↘46  | ↗47  | ↘45  |
| 2018 | 2020 |      |      |      |      |      |
| ↘44  | ↘40  |      |      |      |      |      |

Население села Оклан составляет около 60 человек, из которых постоянно в поселке проживает около 30-40 человек. 61,2 % — эвены. 25,4 % — коряки. 14,4 % — славяне.
В течение постсоветского периода население села сократилось в 3 раза. Сокращение было связано с оттоком жителей в районный центр по причине ликвидации отделения оленеводческого хозяйства и естественной убылью.

## Инфраструктура
Жилой фонд села состоит из 20 жилых 2-4-квартирных домов общей площадью 1060 м². Жилые дома построены в 1980—1992 гг. и их износ приближается к 100 %.
Жилая застройка представляет собой фрагменты стихийно сгруппированных индивидуальных домов с приусадебными участками.

## Экономика
Экономика села носит натуральный характер. Занятость присутствует только в сфере управления и услуг. Работодателем является начальная школа, детский сад, администрация, ДЭС и отделении связи.
Электроснабжение от дизельной электростанции. Водоснабжение от поверхностных источников, теплоснабжение — печное. Централизованное теплоснабжение и канализация отсутствуют.
Услуги в сфере здравоохранения на территории с. Оклан предоставляет фельдшерско-акушерский пункт, аптека отсутствует.

## Культура
Сфера образования в с. Оклан представлена дошкольным учреждением (детский сад «Тополёк») и учреждением начального образования «Окланская начальная школа». Из-за аварийного состояния профильного здания детский сад с. Оклан был размещен в здании школы. В 2009 году в сельском поселении не осталось детей школьного возраста, начальная школа временно закрылась.
В целях сохранения и возрождения традиционной национальной культуры в 2006 году в результате реорганизации 2-х структур — районной АКБ и СДК с. Оклан, создан районный этнический центр «Дорова». Центр расположен в бывшем здании СДК с. Оклан. Штатная численность составляет 7 ед. Мастера-умельцы работают по нескольким направлениям: выделка шкурного сырья, изготовление национальной одежды, изготовление передвижного национального транспорта (нарта, сани, каюк), сувенирная продукция. Наряду с основной деятельностью, на базе центра проводятся традиционные обрядовые праздники и основные календарные праздники.